# Childia dubium
Childia dubium är en plattmaskart som först beskrevs av Westblad 1942.  Childia dubium ingår i släktet Childia och familjen Childiidae. Inga underarter finns listade i Catalogue of Life.